# تارتاس (فرنسا)
تارتاس (بالأكستانية: Tartàs)‏ هي بلدية تقع في إقليم لاندز أحد أقاليم فرنسا في نوفيل-بوردو في جنوب غرب فرنسا.

## أعلام
- فرانسوا دوبيرون
- إيزاك دي كاسترو تارتاس